# Mistrovství České republiky v orientačním běhu 2014
22. ročník Mistrovství České republiky v orientačním běhu proběhl v roce 2014 ve čtyřech individuálních a třech týmových disciplínách - nově přibylo mistrovství smíšených sprintových štafet, které tvoří dvě ženy a dva muži.

## Nejúspěšnější závodníci
Pořadí závodníků podle získaných medailí (tzv. olympijského hodnocení) všech mistrovských kategorií (D16 – mladší dorostenky, D18 – starší dorostenky, D20 – juniorky, D21 – ženy, H16 – mladší dorostenci, H18 – starší dorostenci, H20 – junioři, H21 – muži) v individuálních disciplínách v roce 2014. Uvedeni jsou závodníci, kteří získali alespoň dvě medaile a zároveň alespoň jednu zlatou medaili.
| Medailové pořadí závodníků na MČR | Medailové pořadí závodníků na MČR | Medailové pořadí závodníků na MČR | Medailové pořadí závodníků na MČR | Medailové pořadí závodníků na MČR |
| Jméno                             | 1. místo                          | 2. místo                          | 3. místo                          | Celkem                            |
| --------------------------------- | --------------------------------- | --------------------------------- | --------------------------------- | --------------------------------- |
| Vojtěch Sýkora                    | 3                                 | 1                                 |                                   | 4                                 |
| Eva Kabáthová                     | 2                                 |                                   | 1                                 | 3                                 |
| Jan Šedivý                        | 2                                 |                                   |                                   | 2                                 |
| Tereza Čechová                    | 2                                 |                                   |                                   | 2                                 |
| Anna Štičková                     | 2                                 |                                   |                                   | 2                                 |
| Marek Minář                       | 1                                 | 2                                 |                                   | 3                                 |
| Vojtěch Kettner                   | 1                                 | 1                                 | 2                                 | 4                                 |
| Lenka Svobodová                   | 1                                 | 1                                 | 1                                 | 3                                 |
| Ondřej Semík                      | 1                                 | 1                                 | 1                                 | 3                                 |
| Vendula Horčičková                | 1                                 | 1                                 | 1                                 | 3                                 |
| Otakar Hirš                       | 1                                 | 1                                 |                                   | 2                                 |
| Kateřina Chromá                   | 1                                 | 1                                 |                                   | 2                                 |
| Jan Čech                          | 1                                 |                                   | 1                                 | 2                                 |
| Karolína Bořánková                | 1                                 |                                   | 1                                 | 2                                 |
| Simona Chládková                  | 1                                 |                                   | 1                                 | 2                                 |
| Petr Horvát                       | 1                                 |                                   | 1                                 | 2                                 |
| Barbora Chaloupská                | 1                                 |                                   | 1                                 | 2                                 |

## Mistrovství ČR v nočním OB
| Datum závodu   | 26. 4. 2014     |  | Místo konání    | Daskabát • aréna |  | Pořadatel       | SOB Olomouc   |
| Ředitel závodu | Jindřich Smička |  | Hlavní rozhodčí | Dušan Vystavěl   |  | Stavitelé tratí | Daniel Vláčil |
| Název mapy     | Daskabát        |  | Web závodu      | www              |  | Výsledky závodu | ORIS          |

| Zkrácené výsledky             | Zkrácené výsledky       | Zkrácené výsledky        | Zkrácené výsledky       | Zkrácené výsledky       | Zkrácené výsledky | Zkrácené výsledky       | Zkrácené výsledky        | Zkrácené výsledky       | Zkrácené výsledky       |
| Pořadí                        | H21 – muži              | H21 – muži               | H21 – muži              | H21 – muži              | Pořadí            | D21 – ženy              | D21 – ženy               | D21 – ženy              | D21 – ženy              |
| ----------------------------- | ----------------------- | ------------------------ | ----------------------- | ----------------------- | ----------------- | ----------------------- | ------------------------ | ----------------------- | ----------------------- |
| Zlatá medaile                 | Jan Petržela            | OK 99 Hradec Králové     | 1:04:34                 |                         | Zlatá medaile     | Eva Kabáthová           | SK Žabovřesky Brno       | 58:07                   |                         |
| Stříbrná medaile              | Miloš Nykodým           | SK Žabovřesky Brno       | 1:12:54                 | +8:20                   | Stříbrná medaile  | Barbora Hrušková        | SK Žabovřesky Brno       | 1:03:42                 | +5:35                   |
| Bronzová medaile              | Vít Bravený             | SK Žabovřesky Brno       | 1:13:52                 | +9:18                   | Bronzová medaile  | Martina Hepnerová       | OK Slavia Hradec Králové | 1:05:44                 | +7:37                   |
| 4                             | Adam Chromý             | SK Žabovřesky Brno       | 1:14:13                 | +9:39                   | 4                 | Zuzana Jedličková       | OK Slavia Hradec Králové | 1:06:04                 | +7:57                   |
| 5                             | Filip Hadač             | Orientační Běh Opava     | 1:14:31                 | +9:57                   | 5                 | Lenka Poklopová         | SOB Olomouc              | 1:07:36                 | +9:29                   |
| 6                             | Václav Komanec          | OK Slavia Hradec Králové | 1:16:24                 | +11:50                  | 6                 | Denisa Kosová           | OK 99 Hradec Králové     | 1:11:01                 | +12:54                  |
| 7                             | Pavel Brlica            | SK Žabovřesky Brno       | 1:19:14                 | +14:40                  | 7                 | Karolína Teplá          | OK Slavia Hradec Králové | 1:11:47                 | +13:40                  |
| 8                             | Jan Flašar              | SK Praga                 | 1:19:50                 | +15:16                  | 8                 | Adéla Chromá            | SK Žabovřesky Brno       | 1:13:54                 | +15:47                  |
| 9                             | Matěj Kamenický         | OK Lokomotiva Pardubice  | 1:20:37                 | +16:03                  | 9                 | Lenka Mechlová          | OK Slavia Hradec Králové | 1:16:09                 | +18:02                  |
| 10                            | David Procházka         | OK Lokomotiva Pardubice  | 1:21:21                 | +16:47                  | 10                | Lucia Steigrová         | OOB TJ Turnov            | 1:16:19                 | +18:12                  |
| Pořadí                        | H20 – junioři           | H20 – junioři            | H20 – junioři           | H20 – junioři           | Pořadí            | D20 – juniorky          | D20 – juniorky           | D20 – juniorky          | D20 – juniorky          |
| Zlatá medaile                 | Marek Minář             | Magnus Orienteering      | 56:44                   |                         | Zlatá medaile     | Lenka Svobodová         | OK 99 Hradec Králové     | 48:43                   |                         |
| Stříbrná medaile              | Jan Pavlovec            | OK Jiskra Nový Bor       | 58:45                   | +2:01                   | Stříbrná medaile  | Kateřina Chromá         | SK Žabovřesky Brno       | 49:39                   | +0:56                   |
| Bronzová medaile              | Jonáš Hubáček           | OOB TJ Slovan Luhačovice | 59:50                   | +3:06                   | Bronzová medaile  | Štěpánka Kosová         | OK Lokomotiva Pardubice  | 51:20                   | +2:37                   |
| Pořadí                        | H18 – starší dorostenci | H18 – starší dorostenci  | H18 – starší dorostenci | H18 – starší dorostenci | Pořadí            | D18 – starší dorostenky | D18 – starší dorostenky  | D18 – starší dorostenky | D18 – starší dorostenky |
| Zlatá medaile                 | Jan Čech                | OK Jihlava               | 46:23                   |                         | Zlatá medaile     | Simona Chládková        | OK Lokomotiva Pardubice  | 42:47                   |                         |
| Stříbrná medaile              | Filip Wolf              | OOB TJ Turnov            | 47:35                   | +1:12                   | Stříbrná medaile  | Barbara Vavrysová       | OOB TJ Slovan Luhačovice | 43:43                   | +0:56                   |
| Bronzová medaile              | Vojtěch Kettner         | OK Kamenice              | 49:41                   | +3:18                   | Bronzová medaile  | Eliška Kulhavá          | OK Lokomotiva Pardubice  | 45:12                   | +2:25                   |
| Pořadí                        | H16 – mladší dorostenci | H16 – mladší dorostenci  | H16 – mladší dorostenci | H16 – mladší dorostenci | Pořadí            | D16 – mladší dorostenky | D16 – mladší dorostenky  | D16 – mladší dorostenky | D16 – mladší dorostenky |
| Zlatá medaile                 | Otakar Hirš             | SK Žabovřesky Brno       | 38:49                   |                         | Zlatá medaile     | Barbora Chaloupská      | OK 99 Hradec Králové     | 36:18                   |                         |
| Stříbrná medaile              | Vojtěch Sýkora          | OOB TJ Slovan Luhačovice | 39:24                   | +0:35                   | Stříbrná medaile  | Klára Odehnalová        | KOB ALFA Brno            | 38:56                   | +2:38                   |
| Bronzová medaile              | Tomáš Křivda            | K.O.B. Choceň            | 41:02                   | +2:13                   | Bronzová medaile  | Tereza Janošíková       | SOB Olomouc              | 40:15                   | +3:57                   |
| << předchozí • následující >> |                         |                          |                         |                         |                   |                         |                          |                         |                         |

Souhrnné informace naleznete v článku Mistrovství České republiky v nočním orientačním běhu.

## Mistrovství ČR ve sprintu
Přímý přenos z mistrovství připravila Česká televize pro ČT sport, 119 minutový záznam je ke zhlédnutí na iVysílání.
| Datum závodu   | 8. 5. 2014         |  | Místo konání    | Znojmo • aréna |  | Pořadatel       | SK Žabovřesky Brno |
| Ředitel závodu | Libor Zřídkaveselý |  | Hlavní rozhodčí | Miroslav Hlava |  | Stavitelé tratí | Jan Zháňal         |
| Název mapy     | Znojmo             |  | Web závodu      | www            |  | Výsledky závodu | ORIS               |

| Zkrácené výsledky             | Zkrácené výsledky       | Zkrácené výsledky        | Zkrácené výsledky       | Zkrácené výsledky       | Zkrácené výsledky | Zkrácené výsledky       | Zkrácené výsledky       | Zkrácené výsledky       | Zkrácené výsledky       |
| Pořadí                        | H21 – muži              | H21 – muži               | H21 – muži              | H21 – muži              | Pořadí            | D21 – ženy              | D21 – ženy              | D21 – ženy              | D21 – ženy              |
| ----------------------------- | ----------------------- | ------------------------ | ----------------------- | ----------------------- | ----------------- | ----------------------- | ----------------------- | ----------------------- | ----------------------- |
| Zlatá medaile                 | Vojtěch Král            | SK Severka Šumperk       | 14:44                   |                         | Zlatá medaile     | Iveta Duchová           | OK Lokomotiva Pardubice | 16:33                   |                         |
| Stříbrná medaile              | Jan Procházka           | SK Praga                 | 14:47                   | +0:03                   | Stříbrná medaile  | Vendula Horčičková      | SOB Olomouc             | 16:41                   | +0:08                   |
| Bronzová medaile              | Petr Losman             | OK 99 Hradec Králové     | 15:29                   | +0:45                   | Bronzová medaile  | Martina Spurná          | SK Praga                | 17:03                   | +0:30                   |
| 4                             | Štěpán Kodeda           | Sportcentrum Jičín       | 15:32                   | +0:48                   | 4                 | Ursula Kadan            | Rakousko                | 17:08                   | +0:35                   |
| 5                             | Jan Petržela            | OK 99 Hradec Králové     | 15:37                   | +0:53                   | 5                 | Martina Zvěřinová       | OK Lokomotiva Pardubice | 17:11                   | +0:38                   |
| 6                             | Jan Šedivý              | SK Praga                 | 15:41                   | +0:57                   | 6                 | Katarína Labašová       | Magnus Orienteering     | 17:36                   | +1:03                   |
| 6                             | Martin Poklop           | SK Severka Šumperk       | 15:41                   | +0:57                   | 6                 | Jana Knapová            | OK Lokomotiva Pardubice | 17:36                   | +1:03                   |
| 8                             | Christian Wartbichler   | Rakousko                 | 15:46                   | +1:02                   | 8                 | Šárka Svobodná          | Oddíl OB Kotlářka       | 17:37                   | +1:04                   |
| 9                             | Michal Hubáček          | OOB TJ Slovan Luhačovice | 15:50                   | +1:06                   | 9                 | Kamila Gregorová        | SK OB Chotěboř          | 17:47                   | +1:14                   |
| 10                            | Daniel Hájek            | SK Žabovřesky Brno       | 15:51                   | +1:07                   | 10                | Monika Topinková        | OK 99 Hradec Králové    | 18:00                   | +1:27                   |
| Pořadí                        | H20 – junioři           | H20 – junioři            | H20 – junioři           | H20 – junioři           | Pořadí            | D20 – juniorky          | D20 – juniorky          | D20 – juniorky          | D20 – juniorky          |
| Zlatá medaile                 | Petr Horvát             | Magnus Orienteering      | 15:47                   |                         | Zlatá medaile     | Karolína Bořánková      | OK Kamenice             | 15:37                   |                         |
| Stříbrná medaile              | Ondřej Semík            | OK Kamenice              | 16:08                   | +0:21                   | Stříbrná medaile  | Lenka Svobodová         | OK 99 Hradec Králové    | 15:46                   | +0:09                   |
| Bronzová medaile              | Lukáš Kettner           | OK Kamenice              | 16:09                   | +0:22                   | Stříbrná medaile  | Kristýna Hlubučková     | OK Kamenice             | 15:46                   | +0:09                   |
| Pořadí                        | H18 – starší dorostenci | H18 – starší dorostenci  | H18 – starší dorostenci | H18 – starší dorostenci | Pořadí            | D18 – starší dorostenky | D18 – starší dorostenky | D18 – starší dorostenky | D18 – starší dorostenky |
| Zlatá medaile                 | Šimon Navrátil          | SK Praga                 | 12:51                   |                         | Zlatá medaile     | Anna Štičková           | TJ Loko Liberec         | 14:55                   |                         |
| Stříbrná medaile              | Vojtěch Kettner         | OK Kamenice              | 12:53                   | +0:02                   | Stříbrná medaile  | Markéta Sabelová        | TJ TŽ Třinec            | 15:13                   | +0:18                   |
| Bronzová medaile              | Jan Čech                | OK Jihlava               | 13:00                   | +0:09                   | Bronzová medaile  | Simona Chládková        | OK Lokomotiva Pardubice | 15:28                   | +0:33                   |
| Pořadí                        | H16 – mladší dorostenci | H16 – mladší dorostenci  | H16 – mladší dorostenci | H16 – mladší dorostenci | Pořadí            | D16 – mladší dorostenky | D16 – mladší dorostenky | D16 – mladší dorostenky | D16 – mladší dorostenky |
| Zlatá medaile                 | Vojtěch Sýkora          | OOB TJ Slovan Luhačovice | 11:49                   |                         | Zlatá medaile     | Tereza Čechová          | OK Jihlava              | 11:47                   |                         |
| Stříbrná medaile              | Otakar Hirš             | SK Žabovřesky Brno       | 12:44                   | +0:55                   | Stříbrná medaile  | Anna Kopecká            | OK Lokomotiva Pardubice | 12:01                   | +0:14                   |
| Bronzová medaile              | Daniel Vandas           | OK 99 Hradec Králové     | 12:46                   | +0:57                   | Bronzová medaile  | Barbora Vyhnálková      | OB Říčany               | 12:29                   | +0:42                   |
| << předchozí • následující >> |                         |                          |                         |                         |                   |                         |                         |                         |                         |

Souhrnné informace naleznete v článku Mistrovství České republiky v orientačním běhu ve sprintu.

## Mistrovství ČR na krátké trati
Reportáž délky 31 minut Česká televize odvysílala na ČT sport .
| Datum závodu   | 21.–22. 6. 2014 |  | Místo konání    | Dolní Adršpach • aréna |  | Pořadatel       | Magnus Orienteering       |
| Ředitel závodu | David Aleš      |  | Hlavní rozhodčí | Roman Zbranek          |  | Stavitelé tratí | David Aleš, Štěpán Hrobař |
| Název mapy     | Ježek na žábě   |  | Web závodu      | www                    |  | Výsledky závodu | ORIS                      |

| Zkrácené výsledky             | Zkrácené výsledky       | Zkrácené výsledky        | Zkrácené výsledky       | Zkrácené výsledky       | Zkrácené výsledky | Zkrácené výsledky       | Zkrácené výsledky           | Zkrácené výsledky       | Zkrácené výsledky       |
| Pořadí                        | H21 – muži              | H21 – muži               | H21 – muži              | H21 – muži              | Pořadí            | D21 – ženy              | D21 – ženy                  | D21 – ženy              | D21 – ženy              |
| ----------------------------- | ----------------------- | ------------------------ | ----------------------- | ----------------------- | ----------------- | ----------------------- | --------------------------- | ----------------------- | ----------------------- |
| Zlatá medaile                 | Jan Šedivý              | SK Praga                 | 37:13                   |                         | Zlatá medaile     | Vendula Horčičková      | SOB Olomouc                 | 37:15                   |                         |
| Stříbrná medaile              | Miloš Nykodým           | SK Žabovřesky Brno       | 37:22                   | +0:09                   | Stříbrná medaile  | Martina Zvěřinová       | OK Lokomotiva Pardubice     | 38:26                   | +1:11                   |
| Bronzová medaile              | Jan Procházka           | SK Praga                 | 38:38                   | +1:25                   | Bronzová medaile  | Eva Kabáthová           | SK Žabovřesky Brno          | 38:52                   | +1:37                   |
| 4                             | Štěpán Kodeda           | Sportcentrum Jičín       | 38:44                   | +1:31                   | 4                 | Adéla Indráková         | SK Žabovřesky Brno          | 39:04                   | +1:49                   |
| 5                             | Jan Petržela            | OK 99 Hradec Králové     | 38:48                   | +1:35                   | 5                 | Jana Knapová            | OK Lokomotiva Pardubice     | 39:05                   | +1:50                   |
| 6                             | Vojtěch Král            | SK Severka Šumperk       | 39:00                   | +1:47                   | 6                 | Michaela Omová          | OOB TJ Turnov               | 39:44                   | +2:29                   |
| 7                             | Albin Ridefelt          | Švédsko                  | 39:20                   | +2:07                   | 7                 | Zdenka Kozáková         | KOS TJ Tesla Brno           | 40:13                   | +2:58                   |
| 8                             | Adam Chromý             | SK Žabovřesky Brno       | 39:49                   | +2:36                   | 8                 | Iveta Šístková          | OK Lokomotiva Pardubice     | 41:20                   | +4:05                   |
| 9                             | Adam Chloupek           | SK Žabovřesky Brno       | 40:46                   | +3:33                   | 9                 | Bohdana Heczková        | Slavia Liberec orienteering | 41:27                   | +4:12                   |
| 10                            | Wojciech Dwojak         | OK Slavia Hradec Králové | 41:01                   | +3:48                   | 10                | Hana Hlavová            | SK Žabovřesky Brno          | 41:31                   | +4:16                   |
| Pořadí                        | H20 – junioři           | H20 – junioři            | H20 – junioři           | H20 – junioři           | Pořadí            | D20 – juniorky          | D20 – juniorky              | D20 – juniorky          | D20 – juniorky          |
| Zlatá medaile                 | Xander Berger           | SK Žabovřesky Brno       | 30:02                   |                         | Zlatá medaile     | Markéta Novotná         | OK 99 Hradec Králové        | 33:03                   |                         |
| Stříbrná medaile              | Marek Minář             | Magnus Orienteering      | 31:25                   | +1:23                   | Stříbrná medaile  | Markéta Tesařová        | SK Žabovřesky Brno          | 34:19                   | +1:16                   |
| Bronzová medaile              | Ondřej Semík            | OK Kamenice              | 32:25                   | +2:23                   | Bronzová medaile  | Lenka Svobodová         | OK 99 Hradec Králové        | 35:02                   | +1:59                   |
| Pořadí                        | H18 – starší dorostenci | H18 – starší dorostenci  | H18 – starší dorostenci | H18 – starší dorostenci | Pořadí            | D18 – starší dorostenky | D18 – starší dorostenky     | D18 – starší dorostenky | D18 – starší dorostenky |
| Zlatá medaile                 | Vojtěch Kettner         | OK Kamenice              | 29:10                   |                         | Zlatá medaile     | Anna Štičková           | TJ Loko Liberec             | 28:28                   |                         |
| Stříbrná medaile              | Štěpán Mudrák           | OOB TJ Slovan Luhačovice | 31:01                   | +1:51                   | Stříbrná medaile  | Petra Hančová           | OOS TJ Spartak Vrchlabí     | 30:00                   | +1:32                   |
| Bronzová medaile              | Vojtěch Netuka          | OK Slavia Hradec Králové | 33:42                   | +4:32                   | Bronzová medaile  | Tereza Nováková         | Oddíl OB Kotlářka           | 30:27                   | +1:59                   |
| Pořadí                        | H16 – mladší dorostenci | H16 – mladší dorostenci  | H16 – mladší dorostenci | H16 – mladší dorostenci | Pořadí            | D16 – mladší dorostenky | D16 – mladší dorostenky     | D16 – mladší dorostenky | D16 – mladší dorostenky |
| Zlatá medaile                 | Vojtěch Sýkora          | OOB TJ Slovan Luhačovice | 31:12                   |                         | Zlatá medaile     | Eliška Sieglová         | SK Praga                    | 28:21                   |                         |
| Stříbrná medaile              | Vít Koštejn             | OK Doksy                 | 32:33                   | +1:21                   | Stříbrná medaile  | Karolína Staňová        | OK Jiskra Nový Bor          | 30:11                   | +1:50                   |
| Bronzová medaile              | Jan Gebrt               | OK Slavia Hradec Králové | 33:00                   | +1:48                   | Bronzová medaile  | Tereza Janošíková       | SOB Olomouc                 | 30:27                   | +2:06                   |
| << předchozí • následující >> |                         |                          |                         |                         |                   |                         |                             |                         |                         |

Souhrnné informace naleznete v článku Mistrovství České republiky v orientačním běhu na krátké trati.

## Mistrovství ČR sprintových štafet
Reportáž České televize ze závodu o délce 77 minut pro ČT sport.
| Datum závodu   | 14. 9. 2014   |  | Místo konání    | Smiřice • aréna |  | Pořadatel       | OK Slavia Hradec Králové |
| Ředitel závodu | Hana Teplá    |  | Hlavní rozhodčí | Michal Jedlička |  | Stavitelé tratí | Eduard Šmehlík           |
| Název mapy     | Město Smiřice |  | Web závodu      | www             |  | Výsledky závodu | ORIS                     |

| Zkrácené výsledky             | Zkrácené výsledky                                                                    | Zkrácené výsledky | Zkrácené výsledky | Zkrácené výsledky | Zkrácené výsledky                                                                   | Zkrácené výsledky | Zkrácené výsledky | Zkrácené výsledky | Zkrácené výsledky |
| Pořadí                        | DH21 – dospělí                                                                       | DH21 – dospělí    | DH21 – dospělí    | Pořadí            | DH18 – dorost                                                                       | DH18 – dorost     | DH18 – dorost     |                   |                   |
| ----------------------------- | ------------------------------------------------------------------------------------ | ----------------- | ----------------- | ----------------- | ----------------------------------------------------------------------------------- | ----------------- | ----------------- | ----------------- | ----------------- |
| Zlatá medaile                 | SK Praga Martina Tichovská Jan Šedivý Martina Spurná Jan Procházka                   | 56:00             |                   | Zlatá medaile     | OK 99 Hradec Králové Barbora Chaloupská Matěj Mašata Klára Novotná Daniel Vandas    | 52:40             |                   |                   |                   |
| Stříbrná medaile              | SK Žabovřesky Brno Eva Kabáthová Adam Chloupek Adéla Indráková Miloš Nykodým         | 57:12             | +1:12             | Stříbrná medaile  | Oddíl OS SK Prostějov Tereza Soldánová Josef Kočí Tereza Janošíková Ondřej Vystavěl | 55:02             | +2:22             |                   |                   |
| Bronzová medaile              | OK 99 Hradec Králové Daniela Čepová Petr Losman Denisa Kosová Jakub Kamenický        | 57:57             | +1:57             | Bronzová medaile  | OK Jihlava Anna Vacková Vojtěch Vacek Tereza Čechová Jan Čech                       | 55:21             | +2:41             |                   |                   |
| 4                             | OK Lokomotiva Pardubice Martina Zvěřinová David Procházka Jana Knapová Tomáš Kubelka | 58:14             | +2:14             | 4                 | OK Lokomotiva Pardubice Simona Chládková Jan Rusin Eliška Kulhavá Jonáš Fencl       | 55:34             | +2:54             |                   |                   |
| 5                             | Orientační Běh Opava Marcela Tesařová Filip Hadač Iva Košárková Marek Schuster       | 58:22             | +2:22             | 5                 | SK Praga Silvie Slavíková Vít Koštejn Kateřina Janovská Jakub Landovský             | 55:37             | +2:57             |                   |                   |
| << předchozí • následující >> |                                                                                      |                   |                   |                   |                                                                                     |                   |                   |                   |                   |

Souhrnné informace naleznete v článku Mistrovství České republiky v orientačním běhu sprintových štafet.

## Mistrovství ČR na klasické trati
Česká televize připravila 31 minutovou reportáž.
| Datum závodu   | 27.–28. 9. 2014  |  | Místo konání    | Holičky • aréna                                |  | Pořadatel       | OK Jiskra Nový Bor |
| Ředitel závodu | Miroslav Beránek |  | Hlavní rozhodčí | Tomáš Vácha                                    |  | Stavitelé tratí | Petr Karvánek      |
| Název mapy     | Horka            |  | Web závodu      | www Archivováno 6. 1. 2018 na Wayback Machine. |  | Výsledky závodu | ORIS               |

| Zkrácené výsledky             | Zkrácené výsledky       | Zkrácené výsledky         | Zkrácené výsledky       | Zkrácené výsledky       | Zkrácené výsledky | Zkrácené výsledky       | Zkrácené výsledky       | Zkrácené výsledky       | Zkrácené výsledky       |
| Pořadí                        | H21 – muži              | H21 – muži                | H21 – muži              | H21 – muži              | Pořadí            | D21 – ženy              | D21 – ženy              | D21 – ženy              | D21 – ženy              |
| ----------------------------- | ----------------------- | ------------------------- | ----------------------- | ----------------------- | ----------------- | ----------------------- | ----------------------- | ----------------------- | ----------------------- |
| Zlatá medaile                 | Jan Šedivý              | SK Praga                  | 1:40:33                 |                         | Zlatá medaile     | Eva Kabáthová           | SK Žabovřesky Brno      | 1:08:56                 |                         |
| Stříbrná medaile              | Adam Chloupek           | SK Žabovřesky Brno        | 1:40:41                 | +0:08                   | Stříbrná medaile  | Michaela Omová          | OOB TJ Turnov           | 1:10:24                 | +1:28                   |
| Bronzová medaile              | Miloš Nykodým           | SK Žabovřesky Brno        | 1:41:57                 | +1:24                   | Bronzová medaile  | Vendula Horčičková      | SOB Olomouc             | 1:10:51                 | +1:55                   |
| 4                             | Tomáš Kubelka           | OK Lokomotiva Pardubice   | 1:43:45                 | +3:12                   | 4                 | Martina Zvěřinová       | OK Lokomotiva Pardubice | 1:11:14                 | +2:18                   |
| 5                             | Vojtěch Král            | SK Severka Šumperk        | 1:44:39                 | +4:06                   | 4                 | Iveta Šístková          | OK Lokomotiva Pardubice | 1:11:14                 | +2:18                   |
| 6                             | Jan Procházka           | SK Praga                  | 1:45:00                 | +4:27                   | 6                 | Zuzana Hermanová        | OK Lokomotiva Pardubice | 1:11:46                 | +2:50                   |
| 6                             | Áron Bakó               | Maďarsko                  | 1:45:00                 | +4:27                   | 7                 | Martina Tichovská       | SK Praga                | 1:11:57                 | +3:01                   |
| 8                             | Marek Schuster          | Orientační Běh Opava      | 1:46:31                 | +5:58                   | 8                 | Jana Knapová            | OK Lokomotiva Pardubice | 1:11:59                 | +3:03                   |
| 9                             | Máté Baumholczer        | Maďarsko                  | 1:48:53                 | +8:20                   | 9                 | Zdenka Kozáková         | KOS TJ Tesla Brno       | 1:12:56                 | +4:00                   |
| 10                            | Jiří Bouchal            | KOS Slavia Plzeň          | 1:49:51                 | +9:18                   | 10                | Kristýna Kolínová       | Oddíl OB Kotlářka       | 1:13:28                 | +4:32                   |
| Pořadí                        | H20 – junioři           | H20 – junioři             | H20 – junioři           | H20 – junioři           | Pořadí            | D20 – juniorky          | D20 – juniorky          | D20 – juniorky          | D20 – juniorky          |
| Zlatá medaile                 | Ondřej Semík            | OK Kamenice               | 1:05:11                 |                         | Zlatá medaile     | Kateřina Chromá         | SK Žabovřesky Brno      | 54:49                   |                         |
| Stříbrná medaile              | Marek Minář             | Magnus Orienteering       | 1:05:55                 | +0:44                   | Stříbrná medaile  | Markéta Tesařová        | SK Žabovřesky Brno      | 56:26                   | +1:37                   |
| Bronzová medaile              | Petr Horvát             | Magnus Orienteering       | 1:09:28                 | +4:17                   | Bronzová medaile  | Karolína Bořánková      | OK Kamenice             | 58:05                   | +3:16                   |
| Pořadí                        | H18 – starší dorostenci | H18 – starší dorostenci   | H18 – starší dorostenci | H18 – starší dorostenci | Pořadí            | D18 – starší dorostenky | D18 – starší dorostenky | D18 – starší dorostenky | D18 – starší dorostenky |
| Zlatá medaile                 | Matouš Fürst            | TJ Loko Liberec           | 1:01:57                 |                         | Zlatá medaile     | Luca Szuromi            | Maďarsko                | 52:53                   |                         |
| Stříbrná medaile              | Štěpán Mudrák           | OOB TJ Slovan Luhačovice  | 1:02:42                 | +0:45                   | Stříbrná medaile  | Klára Novotná           | OK 99 Hradec Králové    | 53:59                   | +1:06                   |
| Bronzová medaile              | Vojtěch Kettner         | OK Kamenice               | 1:02:46                 | +0:49                   | Bronzová medaile  | Virág Weiler            | BETA URSUS Orienteering | 55:07                   | +2:14                   |
| Pořadí                        | H16 – mladší dorostenci | H16 – mladší dorostenci   | H16 – mladší dorostenci | H16 – mladší dorostenci | Pořadí            | D16 – mladší dorostenky | D16 – mladší dorostenky | D16 – mladší dorostenky | D16 – mladší dorostenky |
| Zlatá medaile                 | Vojtěch Sýkora          | OOB TJ Slovan Luhačovice  | 54:15                   |                         | Zlatá medaile     | Tereza Čechová          | OK Jihlava              | 37:17                   |                         |
| Stříbrná medaile              | Jan Bendák              | OOB TJ Lokomotiva Trutnov | 56:03                   | +1:48                   | Stříbrná medaile  | Barbora Vyhnálková      | OB Říčany               | 37:25                   | +0:08                   |
| Bronzová medaile              | Ondřej Vystavěl         | Oddíl OS SK Prostějov     | 56:10                   | +1:55                   | Bronzová medaile  | Barbora Chaloupská      | OK 99 Hradec Králové    | 40:29                   | +3:12                   |
| << předchozí • následující >> |                         |                           |                         |                         |                   |                         |                         |                         |                         |

Souhrnné informace naleznete v článku Mistrovství České republiky v orientačním běhu na klasické trati.

## Mistrovství ČR štafet
Česká televize připravila reportáž o délce 31 minut ze závodu štafet a klubů.
| Datum závodu   | 11. 10. 2014 |  | Místo konání    | Starý Plzenec • aréna |  | Pořadatel       | KOS Slavia Plzeň |
| Ředitel závodu | Ondřej Hašek |  | Hlavní rozhodčí | Aleš Richtr           |  | Stavitelé tratí | Václav Bohuslav  |
| Název mapy     | Radyně       |  | Web závodu      | www                   |  | Výsledky závodu | ORIS             |

| Zkrácené výsledky             | Zkrácené výsledky                                               | Zkrácené výsledky | Zkrácené výsledky | Zkrácené výsledky | Zkrácené výsledky                                                       | Zkrácené výsledky | Zkrácené výsledky | Zkrácené výsledky | Zkrácené výsledky |
| Pořadí                        | H21 – muži                                                      | H21 – muži        | H21 – muži        | Pořadí            | D21 – ženy                                                              | D21 – ženy        | D21 – ženy        |                   |                   |
| ----------------------------- | --------------------------------------------------------------- | ----------------- | ----------------- | ----------------- | ----------------------------------------------------------------------- | ----------------- | ----------------- | ----------------- | ----------------- |
| Zlatá medaile                 | SK Praga Jan Flašar Jan Šedivý Jan Procházka                    | 2:06:02           |                   | Zlatá medaile     | SOB Olomouc Adéla Jakobová Vendula Horčičková Lenka Poklopová           | 1:54:36           |                   |                   |                   |
| Stříbrná medaile              | SK Žabovřesky Brno Adam Chloupek Adam Chromý Miloš Nykodým      | 2:09:38           | +3:36             | Stříbrná medaile  | SK Praga Vendula Ryšavá Martina Tichovská Martina Spurná                | 1:56:27           | +1:51             |                   |                   |
| Bronzová medaile              | Orientační Běh Opava Boris Navrátil Filip Hadač Marek Schuster  | 2:11:06           | +5:04             | Bronzová medaile  | OK Lokomotiva Pardubice Zuzana Hermanová Jana Knapová Iveta Šístková    | 1:58:27           | +3:51             |                   |                   |
| 4                             | OK 99 Hradec Králové Jakub Kamenický Pavel Kubát Jan Petržela   | 2:11:20           | +5:18             | 4                 | SK Žabovřesky Brno Eva Kabáthová Kateřina Chromá Adéla Indráková        | 1:59:39           | +5:03             |                   |                   |
| 5                             | Sportcentrum Jičín Jan Beneš Jan Mrázek Štěpán Kodeda           | 2:11:27           | +5:25             | 5                 | SK Žabovřesky Brno Markéta Tesařová Magdaléna Tužilová Barbora Hrušková | 2:00:11           | +5:35             |                   |                   |
| Pořadí                        | H18 – dorostenci                                                | H18 – dorostenci  | H18 – dorostenci  | Pořadí            | D18 – dorostenky                                                        | D18 – dorostenky  | D18 – dorostenky  |                   |                   |
| Zlatá medaile                 | Oddíl OS SK Prostějov Josef Kočí Otakar Hirš Ondřej Vystavěl    | 1:55:48           |                   | Zlatá medaile     | OK 99 Hradec Králové Barbora Chaloupská Weronika Cych Klára Novotná     | 1:35:19           |                   |                   |                   |
| Stříbrná medaile              | OOB TJ Slovan Luhačovice Štěpán Mudrák Jan Slíva Vojtěch Sýkora | 1:56:07           | +0:19             | Stříbrná medaile  | OK Lokomotiva Pardubice Anna Kopecká Simona Chládková Eliška Kulhavá    | 1:38:33           | +3:14             |                   |                   |
| Bronzová medaile              | OK Jihlava Vojtěch Vacek Jan Bořil Jan Čech                     | 1:57:25           | +1:37             | Bronzová medaile  | OK Lokomotiva Plzeň Magda Hanáková Karolína Šiková Barbora Šiková       | 1:42:49           | +7:30             |                   |                   |
| << předchozí • následující >> |                                                                 |                   |                   |                   |                                                                         |                   |                   |                   |                   |

Souhrnné informace naleznete v článku Mistrovství České republiky v orientačním běhu štafet.

## Mistrovství ČR klubů a oblastních výběrů
Česká televize připravila reportáž o délce 31 minut ze závodu štafet a klubů.
| Datum závodu   | 12. 10. 2014 |  | Místo konání    | Starý Plzenec • aréna |  | Pořadatel       | KOS Slavia Plzeň |
| Ředitel závodu | Ondřej Hašek |  | Hlavní rozhodčí | Aleš Richtr           |  | Stavitelé tratí | Václav Bohuslav  |
| Název mapy     | Andrejšky    |  | Web závodu      | www                   |  | Výsledky závodu | ORIS             |

| Zkrácené výsledky             | Zkrácené výsledky | Zkrácené výsledky | Zkrácené výsledky | Zkrácené výsledky | Zkrácené výsledky | Zkrácené výsledky | Zkrácené výsledky | Zkrácené výsledky | Zkrácené výsledky |
| Pořadí                        | DH21 - dospělí | DH21 - dospělí    | DH21 - dospělí    | Pořadí            | DH18 - dorost | DH18 - dorost     | DH18 - dorost     |                   |                   |
| ----------------------------- | --- | ----------------- | ----------------- | ----------------- | --- | ----------------- | ----------------- | ----------------- | ----------------- |
| Zlatá medaile                 | SK Praga Luboš Matějů Vendula Ryšavá Jan Flašar Martina Tichovská Jan Šedivý Martina Matějů Jan Procházka                      | 4:29:01           |                   | Zlatá medaile     | OK 99 Hradec Králové Jan Bendák Barbora Chaloupská Adam Růžička Weronika Cych Matěj Mašata Klára Novotná Daniel Vandas       | 4:21:48           |                   |                   |                   |
| Stříbrná medaile              | OK 99 Hradec Králové Petr Losman Daniela Čepová Jakub Kamenický Denisa Kosová Jan Petržela Markéta Novotná Pavel Kubát         | 4:29:58           | +0:57             | Stříbrná medaile  | TJ Loko Liberec Vojtěch Melichar Lenka Kovářová Jakub Marek Anna Štičková Štěpán Picek Anna Fürstová Matouš Fürst            | 4:34:09           | +12:21            |                   |                   |
| Bronzová medaile              | OK Lokomotiva Pardubice Matěj Kamenický Martina Zvěřinová Tomáš Udržal Zuzana Hermanová Tomáš Kubelka Jana Knapová Radek Nožka | 4:32:06           | +3:05             | Bronzová medaile  | OK Jihlava Jan Bořil Anna Vacková Dominik Frýba Tereza Čechová Vojtěch Vacek Kristýna Petráčková Jan Čech                    | 4:38:05           | +16:17            |                   |                   |
| 4                             | SK Žabovřesky Brno Daniel Hájek Adéla Indráková Adam Chromý Eva Kabáthová Miloš Nykodým Kateřina Chromá Adam Chloupek          | 4:32:42           | +3:41             | 4                 | OK Lokomotiva Pardubice Jonáš Fencl Anna Kopecká Jan Žák Eliška Kulhavá Martin Kanta Simona Chládková Jan Jurica             | 4:41:17           | +19:29            |                   |                   |
| 5                             | OOB TJ Turnov Martin Baier Lucia Steigrová Daniel Wolf Lucie Krafková Tomáš Dlabaja Markéta Poloprutská Pavel Hradec           | 4:45:17           | +16:16            | 5                 | Oddíl OB Kotlářka Vojtěch Illner Tereza Nováková Matouš Najman Anna Šňupárková Petr Šebek Barbora Vyhnálková Antonín Semerád | 4:42:38           | +20:50            |                   |                   |
| << předchozí • následující >> | |                   |                   |                   | |                   |                   |                   |                   |

Souhrnné informace naleznete v článku Mistrovství České republiky v orientačním běhu klubů a oblastních výběrů.